# Tmarus albisterni
Tmarus albisterni es una especie de araña cangrejo del género Tmarus, familia Thomisidae.

## Distribución
Esta especie se encuentra en Argentina.